# Евени
Евени (самоназва — эвэсэл, застаріла назва — ламути) — корінний, малочисельний народ Сибіру. Близькі до евенків, належать до тунгусо-манчжурської мовної групи.

## Історія

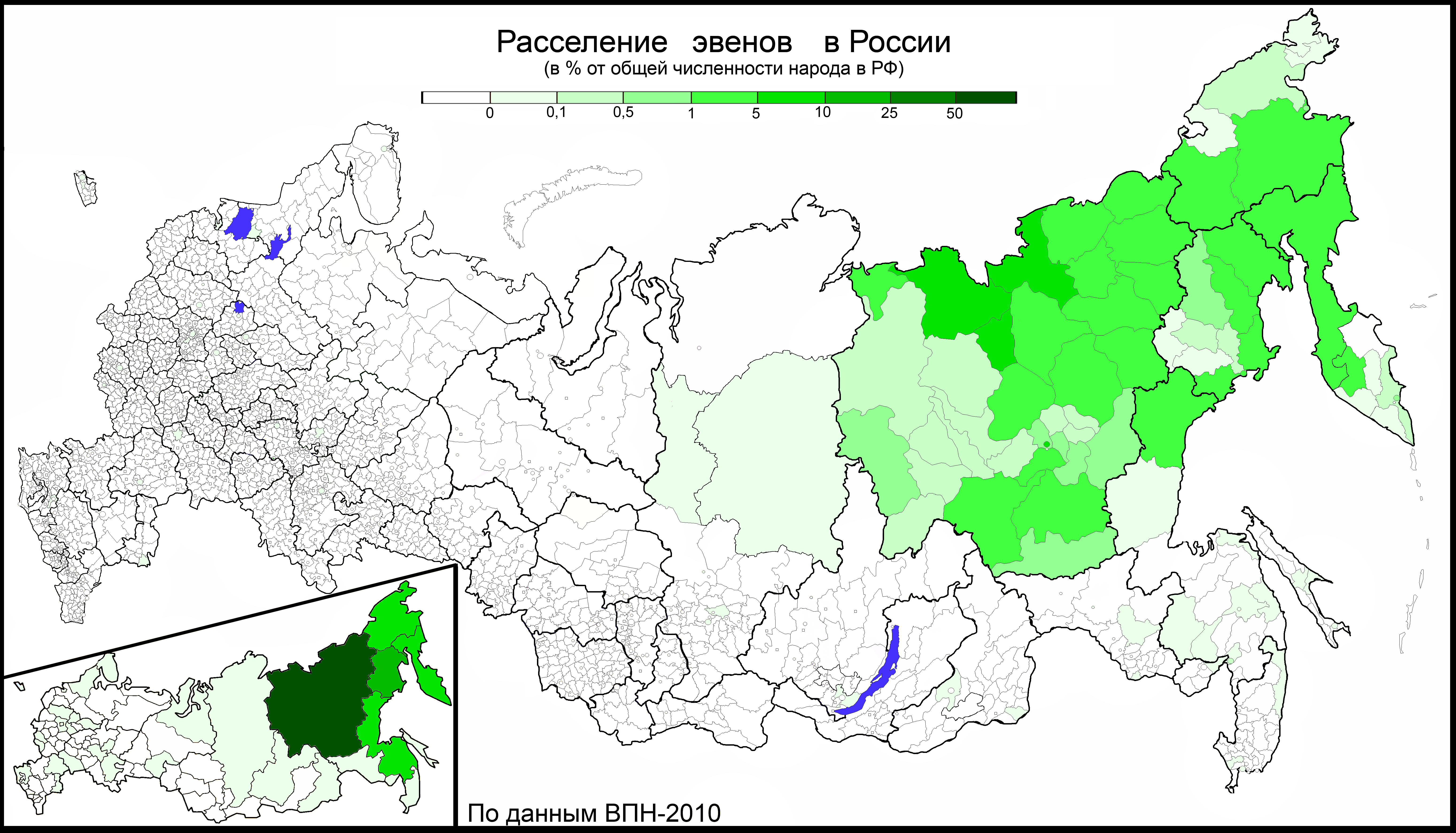
Частка евенського населення району у загальній чисельності евенів в РФ

Розселення тунгуських племен, що були предками для евенів і евенків з району озера Байкал по Східному Сибіру до Якутії, Чукотки і Камчатки почалося в 1-му тис. н. е. В процесі розселення евени включили частину юкагірів і коряків. Але надалі при розселенні предків якутів евени були частково асимільовані ними. Під впливом якутської мови сформувався західний діалект евенської мови. З приходом росіян і початку контактів з ними в XVII столітті евени зазнавали їх сильного впливу. З 20-х років ХХ ст. більшість евенів переходять до осілості, серед них починає масово поширюватись російсько-евенська двомовність. У 1924—1925 роках південну частину території розселення евенів контролювала Тунгуська республіка, у 1930—1934 роках існував Охотсько-Евенський національний округ. Окрім нього у перше десятиліття радянської влади було створено декілька евенських районів у Якутії та на Камчатці (Бистринський район).

## Розселення
Чисельність за даними Всеросійського перепису населення 2002 року — 19 071 осіб. Існує тенденція до її зростання, у 1989 році їх було 17,2 тисяч. Живуть локальними групами в Якутії (11 657 осіб), Магаданській області (2 527 осіб), Чукотському автономному окрузі (1 407 осіб), Камчатськім краї (2 530 осіб) і Охотському районі Хабаровського краю (1 272 осіб).

## Мова
Головна стаття: Евенська мова
Говорять на евенській мові тунгусо-манчжурської мовної групи, алтайської родини мов. Дуже поширеною є російська мова, якою володіють практично всі евени. Евенською мовою послуговуються в основному представники старшого покоління, рідше середнього, серед молоді рівень знання рідної мови низький. Її в основному знають діти з багатодітних сімей в національних селищах або оленярських бригад.
Писеменість створена в 1932 році на латинській графічній основі, з 1937 — на основі російської абетки. До 1959 року в абетку вносились зміни. При цьому на практиці тривалий час для друк евенських текстів використовувались російська і якутська абетки. З кінця 1980-х — початку 1990-х років в всі евенські видання випускаються на єдиній графічній основі, затвердженій 1959 року.

## Традиційні суспільні відносини
Для евенів характерна мала сім'я.
Існували патрілінійні екзогамні роди: Кукуюн, Мямяль, Дойда, Долган, Уяган, Дутки, Деллянкин та інші, що в свою чергу розділялися на територіальні підрозділи на чолі з виборними старостами, що представляли рід перед адміністрацією. Одне стійбище утворювали кілька споріднених і неспоріднених сімей. Шлюб супроводжувався сплатою калиму. Зустрічалось багатоженство, заручини малолітніх. Дружину могли брати в будь-якому роді, окрім власного, але перевага віддавалася роду матері. Був поширений звичай взаємодопомоги (німат), що зобов'язує мисливця віддавати частину здобичі сусідові.

## Виноски
1. ↑  Перепис 2002
2. ↑  Асоціація корінних народів півночі Росії. Архів оригіналу за 22 жовтня 2017. Процитовано 24 вересня 2019.